# 私立大学情報教育協会
公益社団法人私立大学情報教育協会（しりつだいがくじょうほうきょういくきょうかい、英称: Japan Universities Association for Computer Education、英略称: JUCE）は、かつて存在した、情報通信技術の活用、情報活用能力の育成、情報環境の整備促進、教育支援などの事業を実施していた団体。日本語では、しばしば私情協（しじょうきょう）と略称されていた。

## 概要

### 概観
「一般社団法人及び一般財団法人に関する法律」上の社員（正会員）は、私立大学情報教育協会の目的に賛同して入会した私立の大学・短期大学を設置する学校法人であった。私立の大学・短期大学向けの事業のほか、産学連携の事業にも取り組んでいた。

### 目的
私立大学情報教育協会の目的は、同協会の定款の第3条において、次の通り定められていた。

### 事業
2025年における事業の概要は次の通りであった。

### 事業の終結
2024年事業報告書には，事業終結理由は以下のように記載されている。

## 歴史
- 1977年（昭和52年）社団法人日本私立大学連盟、日本私立大学協会、私立大学懇話会で、私立大学等情報処理教育連絡協議会を設置する。
- 1992年（平成4年）文部省（現在の文部科学省）の許可を得て社団法人私立大学情報教育協会（旧法制の公益法人）を設立する。
- 2011年（平成23年）4月1日 公益社団法人に認定され公益社団私立大学情報教育協会（現行法制の公益法人）となる。
- 2025年（令和7年）3月 をもって事業を終結した。[4]